# Gaita zuliana
La Gaita zuliana, o simplemente Gaita, es un género musical del estado Zulia, Venezuela. En 2014 fue declarado un bien patrimonial de interés cultural y artístico de Venezuela. En algunas regiones de Venezuela se le relaciona con la Navidad. Pero actualmente es un género que se ejecuta todo el año en el país. Como género musical popular que se canta en grupo integrado por hombres y mujeres.
Según Joan Corominas, la palabra «Gaita» procede del gótico gaits, aunque todavía no está muy definido, término que también utilizan las lenguas del oriente europeo, tales como: gaida en Hungría, gainda en Creta o gayda en Yugoslavia, que significa «cabra(longa)», ya que de la piel de este animal se realiza la membrana de furro o furruco, instrumento emblemático de la gaita.
Las temáticas que tratan los intérpretes de este género van desde cantos al amor y a figuras religiosas, hasta canciones jocosas y de denuncia. El elemento político también es protagonista de muchas canciones.
Tal es la popularidad de este género musical que le dio nombre al equipo deportivo de baloncesto Gaiteros del Zulia.

## Guinness World Record
La gaita zuliana obtuvo el récord de reunir a más de 400 músicos para interpretar el tema Reina Morena de Ricardo Aguirre, el evento se desarrolló en la Plazoleta de la Basílica de la Virgen de Chiquinquirá de Maracaibo el 8 de noviembre de 2022. El Guinness World Record se obtuvo por la participación de músicos del genero gaitero, quienes se llevaron el título de la Banda de música Folklorica venezolana más grande del mundo.

## Historia

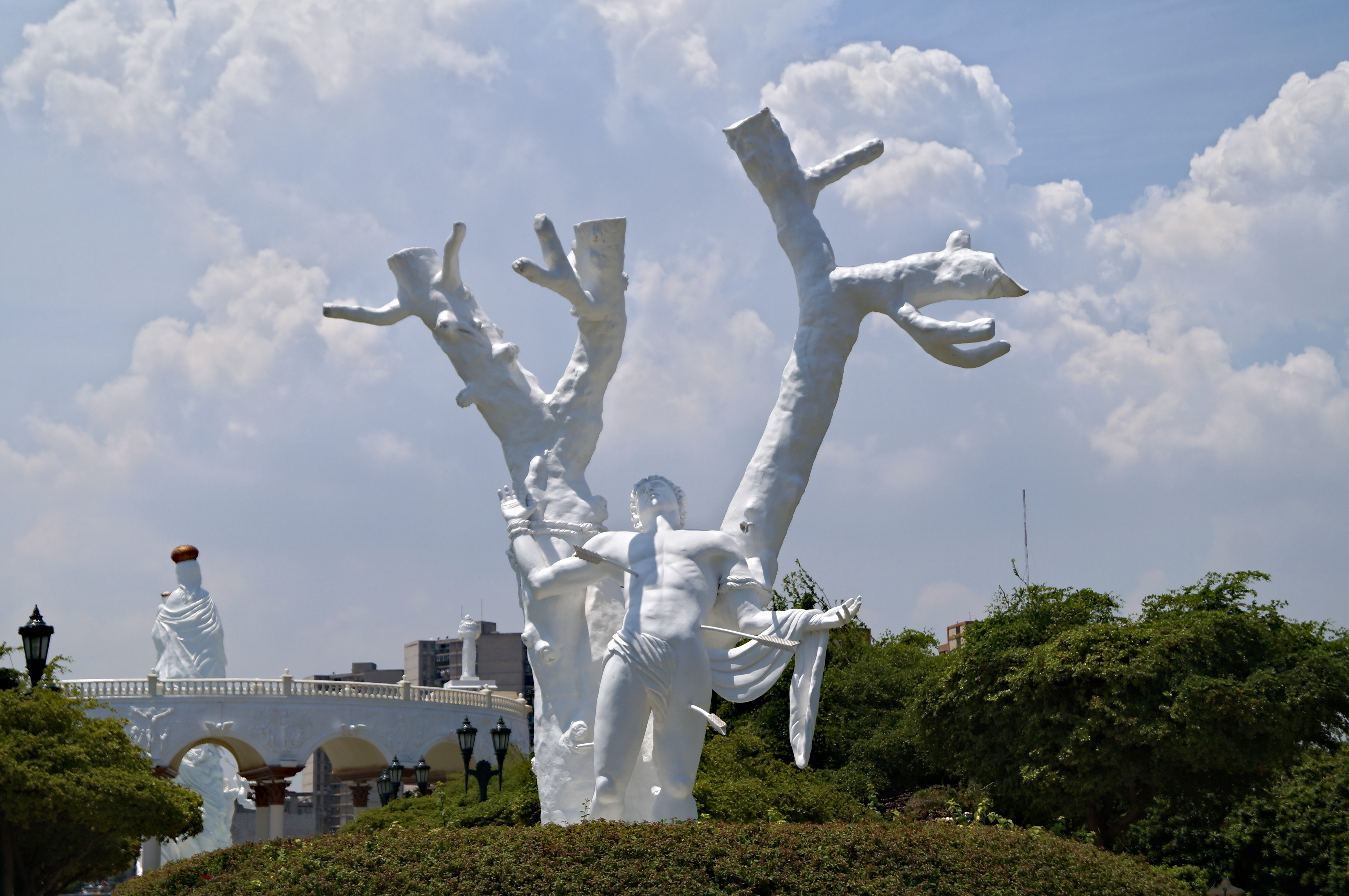
San Sebastián, Patrono de Maracaibo

En las primeras formas de gaita se conjugaron los cánticos de misa que enseñaban los misioneros católicos, la percusión de las tamboras, el característico sonido cultural del furruco, las maracas y la charrasca. El cuatro, junto a los cánticos españoles, representaban el aporte ibérico. La ejecución de los nativos aportaba el estilo definitivo a esta nueva música.
Los orígenes de la gaita zuliana no han sido establecidos con precisión, pero se supone que nació con las inquietudes republicanas del pueblo, tal vez en las primeras décadas del siglo XIX, como lo demuestran los patrióticos cantos pascuales dedicados a Ana María Campos, la patricia altagraciana azotada por orden del feroz mariscal Morales al negarse a retirar su frase lapidaria: «O capitula o monda».
Tradicionalmente la gaita ha estado vinculada a la devoción decembrina por Santa Lucía en el barrio El Empedrao de Maracaibo y, en ese sentido, se recuerda que cuando el Padre José Tomás Urdaneta tuvo a su cargo la parroquia, sacó del templo a los bulliciosos gaiteros. Puede decirse que desde entonces la gaita perdió su carácter religioso inicial y se convirtió definitivamente en música alegre y en expresión musical de crítica y protesta.

### El origen de la gaita zuliana según Rafael Molina Vílchez

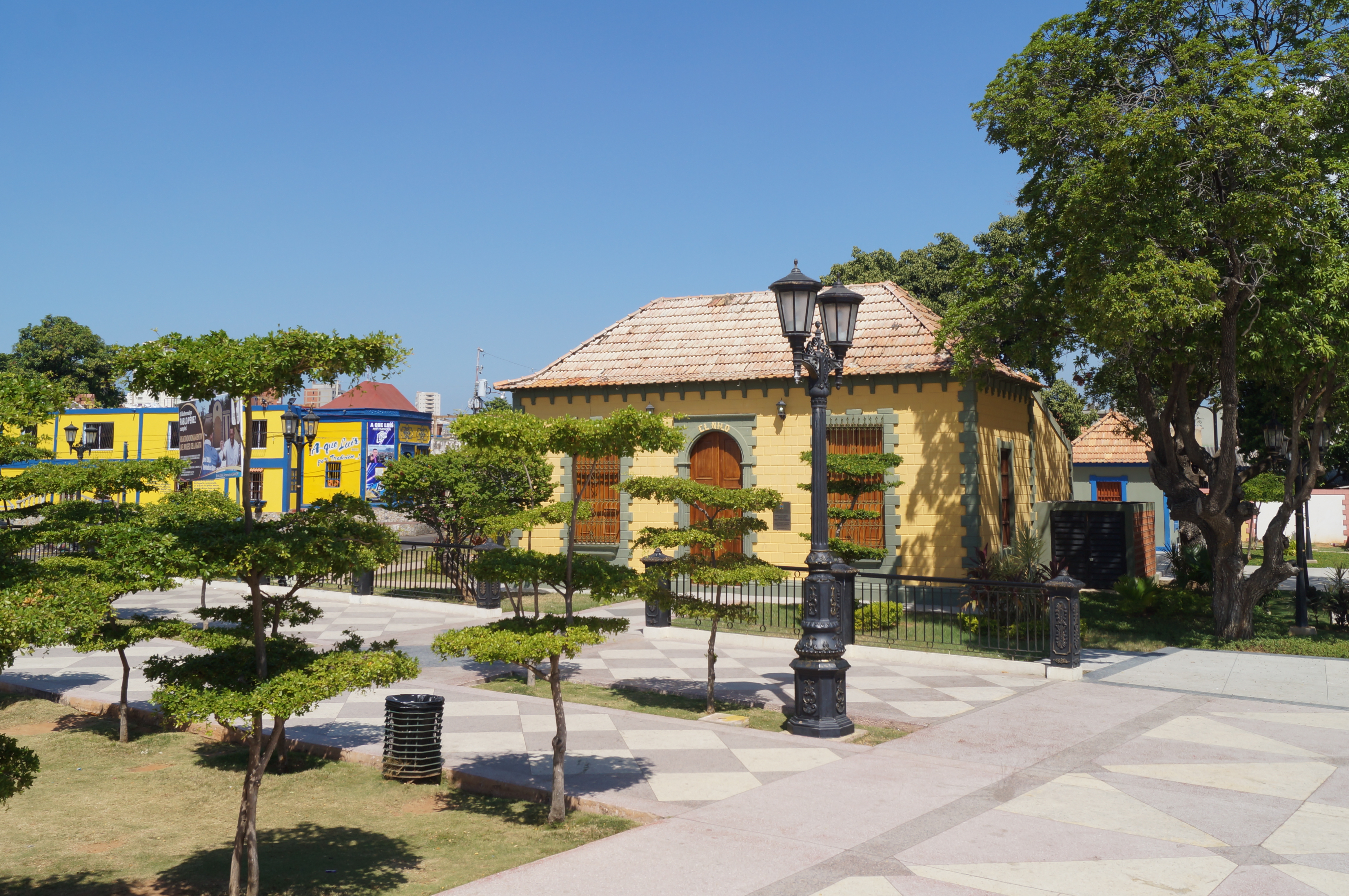
Museo Regional de la Gaita. (Plazoleta santa Lucia, Maracaibo

«La gaita zuliana, como muchas otras manifestaciones del costumbrismo latinoamericano, es mestiza. Tiene un mosaico genético poliétnico, pero su raíz es hispana, aunque la hispanidad se conserve en progresiones muy diferentes a la gaita marabina (llamada también gaita de furro), canto de criollos urbanos, en quienes sobrevive con fuerza, en comparación con la gaita de tambora y la perijanera, en las cuales la negritud deja una marca más intensa».[cita requerida]
Este estudioso del folclore sostiene que la gaita tiene un origen español, pero que con el tiempo surgieron dos tendencias divergentes: la gaita marabina y las gaitas negras. Esta opinión ha generado polémicas, aunque es ampliamente compartida, ya que el término gaita proviene del galaico-portugués y tiene raíz en el gótico gaits, que significa "cabra", en referencia al fuelle de la gaita gallega, tradicionalmente elaborado con cuero de cabra.
Desde España, el instrumento y su denominación se difundieron a través de los países árabes africanos hasta llegar a Turquía, donde el término se traduce como "flauta del pastor", lo cual coincide con una representación iconográfica encontrada por Agustín Pérez Piñango. Esta muestra la gaita Glorioso San Sebastián, datada en 1668, según un documento localizado en el antiguo Colegio Nacional de Maracaibo, que incluye letra y música en notación gregoriana. Esta sería, hasta ahora, la gaita más antigua conocida.
Sin embargo, otros investigadores, como Juan de Dios Martínez, sostienen que la gaita venezolana se originó entre los esclavos negros en las haciendas del Sur del Lago, como una forma de protesta y de evocación de las festividades africanas de sus lugares de origen.
Ambas posturas reflejan la riqueza y complejidad del mestizaje cultural que dio origen a este género musical emblemático del Zulia y de Venezuela.

### Primera gaita cantada en vivo en la radio
En 1928 en una emisora de Radio Experimental llamada La Voz del Lago, propiedad del empresario Pedro Bermúdez, se tocó por primera vez en vivo la Noche Buena de Adolfo de Pool, músico y compositor maracaibero, autor también de la música del Himno a la Virgen de Chiquinquirá de Maracaibo, quién con su propio conjunto dirigió la presentación y ejecución de la gaita en esa emisora.

### Primera gaita grabada a la Virgen de Chiquinquirá
Virgen de Chiquinquirá es el nombre del primer tema grabado en honor de la Virgen María en su advocación de Chiquinquirá, compuesto por Ramón Bracho Lozano y José Mavárez, quienes la grabaron en el último quinquenio de los años cuarenta, con la agrupación Gaiteros del Zulia. No existían solistas porque la gaita era cantada por el coro formado por los músicos.
La producción discográfica llamada Por la senda del folklore, incluyó no solo la gaita, sino también ritmo de la paloma, valses zulianos, décimas, danzas. De allí se recuerdan composiciones como Virgen del Valle, Sucre, Paéz y Urdaneta, En estas pascuas mi vida, Santa Lucía, Antorcha de la Libertad, Virgen de la Coromoto, Carretera Machiques-Colón y San Benito. El trabajo musical fue grabado en los estudios de Ondas del Lago con el sello Euterpe y sonido «Altec».
También hay que mencionar que ese disco se expresó el primer saludo de la gaita a todo el país. Gaita Número 1 y Gaita Número 2, que poseen la misma letra en su estribillo, pero diferente música y diferentes en las estrofas cantadas por solistas que popular y comúnmente denominan versos. Esta gaita se hizo en dos partes por lo extenso que era el tema, el cual abarcaba todos los estados y territorios de Venezuela.[cita requerida]

### Origen de la gaita según Ramón Herrera Navarro
Existen otras versiones sobre el origen de la gaita, una de ellas es la del investigador Ramón Herrera Navarro, la cual recopiló por el relato del gaitero Alfonso Huerta Bracho en 1982 quien la había tomado de un cuaderno que encontró en un baúl perteneciente a uno de sus antepasados.
Según lo indicado en ese cuaderno, la gaita nació un 4 de diciembre de 1782 en el cantón de Gibraltar del estado Zulia. La inspiración del canto que le dio origen a la misma surgió después de que el amo de la finca Santa María le dio un golpe en la espalda a un negro esclavo, llamado Simón Chourio, por no atender rápidamente una orden suya. Otro esclavo, de apellido Chourio, al caer de rodillas al suelo, dijo llorando: «Ya esto no puede ser/ como nos tratan los amos». Su hermana, María Dolores Chourio que se encontraba detrás de él, y quien también era esclava, al oírle ese lamento le dijo suavemente al oído: «Y si se lo reclamamos/ nos hacen más padecer». Al oír esto, ambos repitieron al unísono la primera parte del verso: «Ya esto no puede ser». Así se compuso el canto de reclamo y de protesta contra los amos por el mal trato que recibían. Un representante del grupo de esclavos, de nombre Francisco, quien sabía leer y escribir, sugirió que se pidiera permiso a los amos para difundir el canto, y estos últimos les concedieron el permiso, siempre y cuando lo hicieran antes de su fiesta, que era el 24 de diciembre. La idea de los esclavos era hacer una fiesta parecida a la que hacen los españoles, imitando los cantos de aguinaldos y villancicos, con motivo de la celebración de las navidades y, en vista del permiso concedido, resolvieron entonar el canto que habían compuesto, el 12 de diciembre de 1782. Se menciona que los españoles, viendo que ya no podían seguir soportando más todo lo que le estaban diciendo en el canto, hicieron azotar a los músicos y cantantes. Una esclava, de nombre Candelaria recibió tantos golpes que falleció al otro día. Al resto de los esclavos, después de azotarlos, les hicieron poner un cepo y en los pies les pusieron cadenas.

## Definición de gaita zuliana
Es una composición que tiene el arte de combinar el contenido de un tema que tiene una estructura formal de estrofa-estribillo, el cual el primero es entonado por un solista y el segundo por el coro; en las estrofas se utilizan cuatro versos y en el estribillo de 4, 6 u 8 versos, ambos de métrica octosílaba, aunque pueden utilizarse combinaciones de versos.
La base rítmica es de 6 X 8, 6 X 12, 6 X 14, 8 X 16, también de métrica regular e irregular, rima asonante o consonante.
Es decir, que en estructura, métrica, rima y cadencia pueda ser interpretada por un conjunto gaitero atendiendo la forma tradicional en su interpretación.

## Tipos de gaita

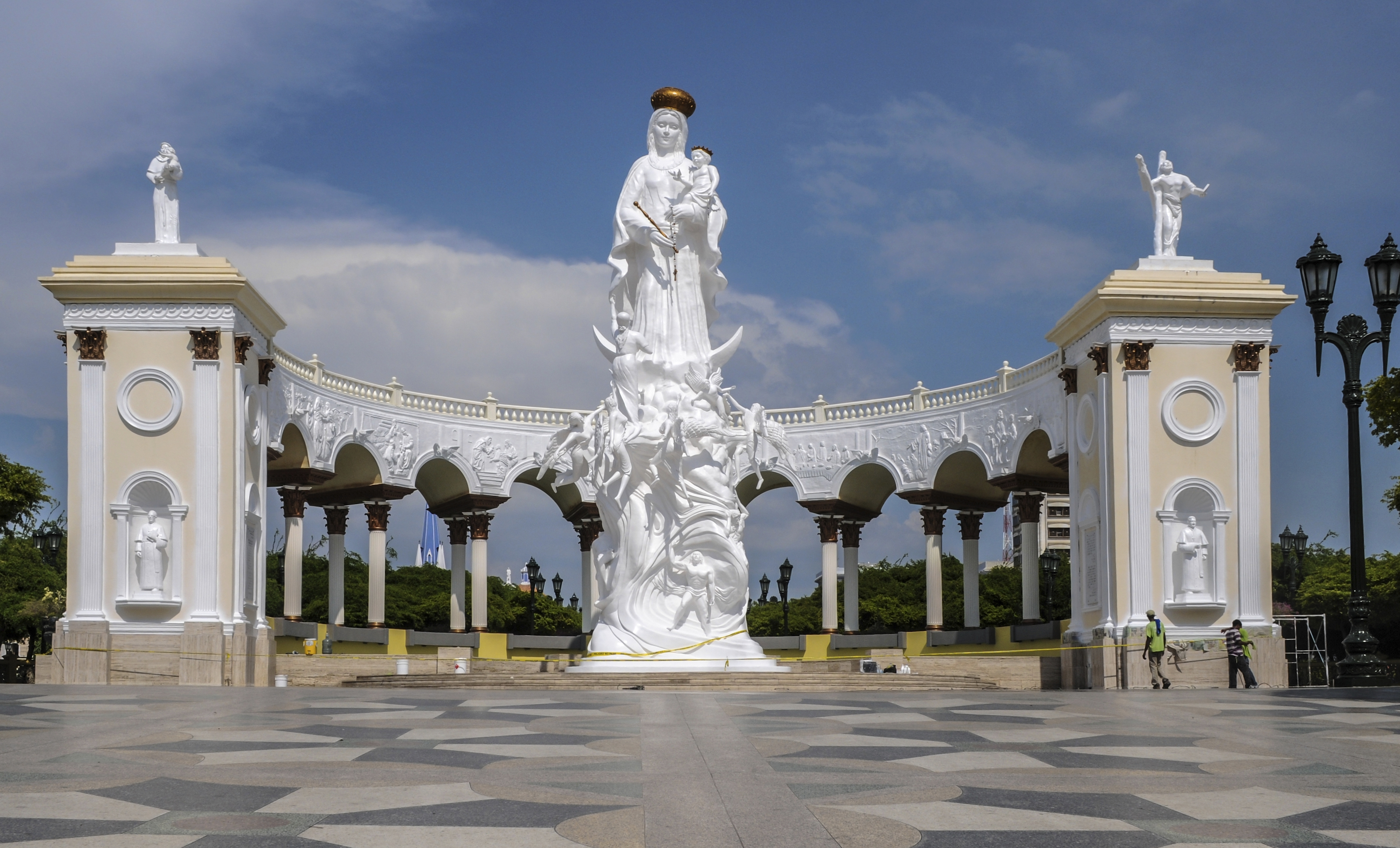
Monumento a la Virgen de Chiquinquirá, Maracaibo.

### Gaita de Furro o marabina
Tiene un esquema rítmico de 6x8. Por haber sido el género musical zuliano más difundido a escala nacional, se ha convertido en el más polémico en lo que se refiere a sus orígenes y trayectoria. Se le conoce como Gaita de Furro al canto popular tradicional de nuestro pueblo en la época navideña.
La instrumentación con la que tradicionalmente se ha acompañado a la gaita, está integrada por: Cuatro, maracas, charrasca, tambora y el instrumento básico el furro o furruco, como también se le denomina, conocido antiguamente como «mandullo», descendiente directo de la zambomba española.
En el Maracaibo de hace unos cincuenta años, se incluían, cuando las condiciones lo permitían, otros instrumentos como el piano e incluso algunos de viento. Hoy en día, la influencia comercial ha determinado la presencia en nuestra gaita de furro de algunos componentes electrónicos.
También cuentan, quienes tuvieron la oportunidad de vivir esa época, que las gaitas se organizaban en las casas de familia o locales comerciales con la participación de todos los asistentes, hombres y mujeres; un pañuelo era la señal que al ser entregado a alguno de los presentes, le indicaba su turno para decir un verso, la mayoría de las veces improvisado, refiriéndose al dueño de la casa, o de la firma comercial, o el tema al cual se dedicaba el estribillo.
La temporada gaitera originalmente estaba comprendida entre la víspera del Día de la Chinita, el 18 de noviembre, este inicio de las gaitas se conocía tradicionalmente como la «Bajada de los Furros» y se prolongaba hasta el 2 de febrero, día de la Candelaria, en el cual tenía lugar la «Subida de los Furros», es decir se guardaban los instrumentos hasta que llegara nuevamente la fecha de inicio de la temporada.

### Gaita de Santa Lucía
En la Zona Norte del Estado Zulia, concretamente en Santa Rosa de Agua, San Rafael del El Moján, Sinamaica y sitios cercanos, se ha encontrado un canto al cual los habitantes de estos sitios le llaman Gaita a Santa Lucía, y le han conocido en esa denominación a lo largo de muchas generaciones.
Se canta en modos mayores y según algunos informantes, tradicionalmente se ha cantado acompañada de: cuatro, charrasca, maracas y furro, no habiéndose incluido la tambora sino hasta después de la llegada del Chimbanguele (del Sur del Lago) a estos sitios.
En toda la zona norte sólo se ha encontrado el estribillo aquí mostrado:
Canten muchachos con alegría
Que esta es la gaita de Santa Lucía,
Gloria demos a Santa Lucía.
Los versos, son generalmente improvisados y tienen la característica de que el coro responde al revés a lo que el solista dice, por ejemplo:
Solista: Los ojitos de Lucía, parecen dos paraparas…
Coro: Parecen dos paraparas, los ojitos de Lucía…
Se canta en honor de Santa Lucía, generalmente para pagarle promesas, se confeccionan hermosos altares donde se le rinde culto con música y oraciones en un novenario comprendido entre el 12 y el 21 de diciembre, (el día de Santa Lucía es el 13), sin embargo, las gaitas se prolongan más allá de esa fecha.

### Gaita de Tambora
Es la evolución del canto de faena femenino (en el pilón, en la piedra de moler, en la tabla lavando en el río, o frente al fogón). Las esclavas eran utilizadas para el trabajo en el hogar, y este canto del trabajo, es canalizado por los valores culturales africanos y logra florecer hasta enfrentarse al urbanismo, quien la reduce a una simple actividad que se realiza una o dos veces al año. Se caracteriza por presentar una tambora con parche en ambos extremos, sujetos con cáñamo o mecates; y un tamborito igual al medio golpe del chimbanguele. Su compás es de 2x4.

### Gaita Tamborera
Llamada por el cronista e investigador Juan de Dios Martínez como L«a 5.ª gaita», es ciertamente el quinto subgénero de la Gaita Zuliana. Surge a principios de la década de 1970 como resultado de la fusión de la gaita de tambora y los chimbángueles de San Benito. Su creador fue el célebre cantautor gaitero Nelson Martínez de la mano con el Gran Coquivacoa, agrupación gaitera en la cual formaba filas. Su ritmo es de 2x4 y se ejecutó inicialmente con cuatro, furro, tambora, charrasca y maracas. prontamente se le adicionaron el bajo, el piano, la guitarra eléctrica, las congas, el bongó, el cencerro y hasta metales (trompeta, trombón y saxofón) y timbales, por cuanto a finales de los 70 y principios de los 80 la gaita tamborera fue arropada por la influencia musical caribeña, en especial de la salsa, todo ello liderado por los conjuntos gaiteros vanguardistas como Estrellas del Zulia, Guaco, Santa Anita y, por supuesto, Gran Coquivacoa. La temática es variada y no tiene una temporada especial para su ejecución.

## Descripción de los instrumentos básicos
Los instrumentos fundamentales de la gaita zuliana, ya mencionados, se describen a continuación.

### Furro o furruco
El furro o furruco está constituido por una caja de madera, cilíndrica y ligeramente cónica, con la abertura de diámetro menor dirigida hacia el piso; y, la mayor, -cuyo diámetro es de unos 40 centímetros-,dirigida hacia arriba. Al mismo tiempo está cubierta por una membrana de cuero seco, vibrante. Fijada convenientemente con tirantes metálicos, de modo de poder templarla de acuerdo a las necesidades y gusto del intérprete. En el centro de la membrana va fijada una espiga de madera, de poco más de un centímetro de diámetro y unos 25 centímetros de longitud, cuyo extremo, romo, va engastado en el cuero y es atado fuertemente por el lado opuesto de la membrana. Pudiera decirse que el furro es el bajo en la ejecución de la gaita. 
Entre los grandes furreros que han pasado por la gaita podemos nombrar a: Jesús Lozano, Ciro Coyeyo, Douglas Soto (+), Héctor Silva, ángel Alberto Soto, Antonio González (Mahon), José "cheo" Silva, Víctor Silva, José Francisco "Kiko" Ochea Rincón, Luis Cohen, Elías Oviedo, Mario Zuleta (+), Omelio Medrano (+), Valmore Albornoz (Fortachon), Edgar Cohen (+), Antonio Rivera, Roberto Gotera, Jesús Méndez. El origen del furruco o furro de la gaita se encuentra en un instrumento español cuya única diferencia con el instrumento venezolano es su tamaño, ya que generalmente el furruco es de mayor tamaño. En España para denominar este instrumento, extendido por toda la península, se utiliza el nombre Zambomba.

### Maracas
Las maracas,-un par, de ellas- constituyen otro instrumento de la gaita.
Las maracas son instrumentos de percusión idiófonos, lo que quiere decir, que logra hacer el sonido mediante su propio cuerpo, en este caso, al ser sacudidas las maracas es cuando se produce su sonido característico
Se fabrican de un fruto llamado tapara, de forma ovalada, de diámetro variable, entre 10 o 12 cm. Huecas en su interior, donde se coloca una veintena de semillas del tamaño de lentejas, para producir el sonido. Por supuesto que ambas maracas poseen un mango apropiado para tomarlas el instrumentista. Hoy día, es factible usar esférulas plásticas, más durables, para obtener el sonido característico de las maracas.[cita requerida]

### Cuatro venezolano
El cuatro es el instrumento cantante de la gaita zuliana, conjuntamente con las voces. Es un instrumento de cuerdas rasgueadas o percutidas. Semejante a una guitarra en su estructura, pero de menor tamaño;-aproximadamente la mitad de la altura de una guitarra-. Posee diapasón con trastes, abertura circular o boca en el centro de la caja de resonancia, puente, fijado a la caja, y cuatro clavijas que tensan y afinan sendas cuerdas, cuyo extremo va fijado al puente, pasando por la boca de la caja de resonancia. Las cuerdas van afinadas así: partiendo desde la cuarta hasta la prima, son respectivamente, al aire LA, RE, FA#,y SI.
Grandes cuatristas de la gaita son: Douglas Isea, Renato Aguirre, Humberto "Mamaota" Rodríguez, Nerio Franco, Nixon Paredes, Ramir Salazar, Santiago Soto, Douglas Vera, Elvis Cano, Manuel Luzardo, Ricardo Aguirre hijo. Rafael Brito, Gustavo Polanco, Wilmer Vargas, Francisco Javier Yoris, Alexis Molina, Javier Ulacio, Jorge Glem.

### Charrasca
Otro instrumento de la gaita zuliana es la charrasca. Es un instrumento metálico, de bronce, cilíndrico, dividido por una ranura en su eje longitudinal, y con estrías, más o menos profundas, perpendiculares a dicho eje, y labradas equidistantes de uno a otro extremo del cilindro. El ejecutante frota con una varilla metálica, delgada, de unos 15 cm, sobre las estrías, obteniendo así la sonoridad del instrumento.
Entre los más grandes charrasqueros de la gaita tenemos a: Alcibíades Villalobos, Humberto Sánchez, Claudio Baralt «El babillo»,  Antonio Aguillón, Quintiliano Sánchez, Alberto Bohórquez, Jorge Freire «El Ingeniero», Luis Contreras, Luis «Moncho» Martínez, Manuel A. Pirona, Alfredo Maldonado, Marcos José Espina, Antonio Espina, Leonel Oviedo, Ender Paz, Luis Ávila, Yoelbis Méndez, Ricardo "Pelón" Aguirre.[cita requerida]

### Tambora
La tambora es otro instrumento gaitero. De madera, de caja de forma cilíndrica y levemente cónica; abierta por el extremo inferior, lleva, semejante al furro, una membrana de cuero seco en la parte superior. Completamente estirado y liso, el cuero, es percutido por el ejecutante, quien usa dos baquetas de madera, de forma cilíndrica, de 20 cm de longitud, y de 2 o 3 cm de espesor. Se usa una en cada mano y se percuten de manera alternativa tanto el cuero como la madera del tambor.
Algunos de los mejores tamboreros de la gaita son: Ángel Parra «Parrita» (creador del repique de la tambora y la de tocar este instrumento entre las piernas), a el le siguen, Ramón Romero, Adán Parra Socorro apodado como <<"Carne Frita" ó "El otro Parrita">>, de este tenemos que registrar por su edad..! Quien a sus 14 años de Edad ya hacia de la tambora lo que el quería y graba a su temprana edad su primera gaita de la mano de quien llego a ser unos de sus mejores amigo en este medio como fue Miguel Ordoñez+ la gaita Boulevard con Hermandad Gaitera (gaita del Año 1980.) como también le grabo las gaitas Las Salinas, Para Mi, LA Sin Rival y otras, también con Barrio Obrero al año siguiente también gaita del año, grabo Dos Regalos, fue Fundador del Grupo o Conjunto Cagigal donde estudio y quien paso a ser luego el Conjunto Birimbao, en donde también obtuvo gaita del año y donde tubo una anécdota muy peculiar de su Don, Adán también curso con conocimientos al lado de el Afamado Tamborero Luis Ruiz (El Panameño.) en ese entonces de Barrio Obrero de Cabimas Quien al verlo se maravillo de su maestría en la tambora a tan temprana edad Adán, Quien enseño al también conocido "Ovejo" de alitasía, Kennedy Reyes+ y otros, Adán Parra (También se destaco con su maestranza en la tambora a tan corta edad por tocarla de lado, acostado, en el piso al rebes entre las piernas y parado con múltiples tipos de repique y son "golpes de quiebre" como el le llamaba que luego adoptaran grupos como El Gran Coquivacoa, Saladillo y otros) le siguen, Humberto Sánchez "El Ovejo", José Ferrer "Poke", Leobardo "Negro" Zambrano e hijo Leonardo "Nano" Zambrano, José Ferrer, Freddy Ferrer, William Molina, Alves Aguirre, Melkis Daniel Espina, Eudomar Peralta, Nestor Luis Soto, Alvis Reyes, Raul Agreda, Ender Méndez, Ricardo Aguirre Jr. José Alejandro Villalobos, Manuel A. Pirona, Ender Linares, James Calderón, Roddy Tigrera, Nelson Suárez, Luis Ruiz (el panameño), José Alberto Delgado, Josleni León.
La tambora también en si es un instrumento de percusión, que pertenece a la familia de madera.

### Otros instrumentos
No obstante ser los mencionados, los instrumentos fundamentales de la gaita; tal instrumentación puede enriquecerse con la participación de otros instrumentos musicales; ya sea un clarinete, o una guitarra, o un piano, o un violín, siempre como instrumentos de acompañamiento; y, entre los citados, de a uno por vez; ya que la estructura musical de la gaita es de gran sencillez. Precisamente, y, aludiendo a la sencillez de la arquitectura musical, y, a su «aire» característico, es ello lo que redunda en que, sobre todo desde el punto de vista melódico, la gaita zuliana, justamente por su simpleza de melodía y armonía, sea difícil de componer, de tal modo que un oído exigente, le dé el calificativo de genuina.
El bajo dentro de la gaita Zuliana merece un capítulo aparte dado que aparece desde finales de los 60 y se constituye desde entonces como uno de sus instrumentos complementarios que mejor se fusiona con este ritmo dándole una profundidad armónica inigualable, conservando lo genuino de la gaita.
Sus primeros destacados ejecutantes fueron entre otros: Oswaldo Sanoja, William Nava Soto, Carlos Sánchez, Tony Vera, Gil Ferrer, Sunding Galué, Ricardo Domínguez y Edwin Carrasquero (Sopita).
Adicionalmente el primer conjunto gaitero en incluir instrumentos de orquesta (trompetas, trombones, saxo) en sus presentaciones en vivo (por lo cual se denominó Orquesta Gaitera) fue el Grupo Gaitero Los Portentosos, un conjunto caraqueño cuyo director fue Hernán Marea, en el año 1980.

## Interpretación de la gaita
En su composición musical, en su letra, la gaita consta de un estribillo cantado a coro, que se caracteriza por poseer de seis a ocho versos, los cuales riman como serventesio o no, de acuerdo al criterio del poeta. Veamos el siguiente ejemplo del conjunto Saladillo. (Año 1963).
Gaita, el alma llanera
del zuliano en Navidad
que brinda felicidad
y alegría por doquiera
Por ser la expresión sincera
de esta gran festividad
Es el anterior, un estribillo clásico que consta de seis versos, combinados entre octosílabos y
heptasílabos. Ya cantado dos veces consecutivas a coro el estribillo, por el grupo en conjunto, tanto voces femeninas como masculinas; entra, un solista, que puede ser cualquiera de los integrantes del grupo, a cantar, a «soltar» su copla. Véase este ejemplo de copla de la misma gaita:
En Coro el polo coriano
es el himno regional
y para el pueblo zuliano
la gaita es tradicional
Como se ve, una copla, consta de cuatro versos, -el cuarteto clásico, o, el llamado cuarteto de pies cruzados o serventesio-; y son, como en el estribillo, octosílabos y heptasílabos.
La gaita se canta en grupo integrado por mujeres y hombres, de modo que el estribillo es cantado
a coro por todo el grupo, tanto los instrumentistas, como los que no tocan instrumentos. El estribillo es cantado dos veces seguidas, y luego va intercalada una copla, cantada por un solista, hombre o mujer.Cantada dicha copla, dos veces seguidas, tal cual se hace con el estribillo. Es factible que se den casos, en que, al cantar una copla en el transcurso de la
ejecución de una gaita, se alternen, cantando una misma copla, hombre y mujer.
Por ejemplo, el hombre canta dos versos, y la mujer los dos restantes; y, así por el estilo, con la finalidad de lograr más alternancia y variabilidad, como también belleza y amenidad en la ejecución de la gaita.

## Personalidades gaiteras

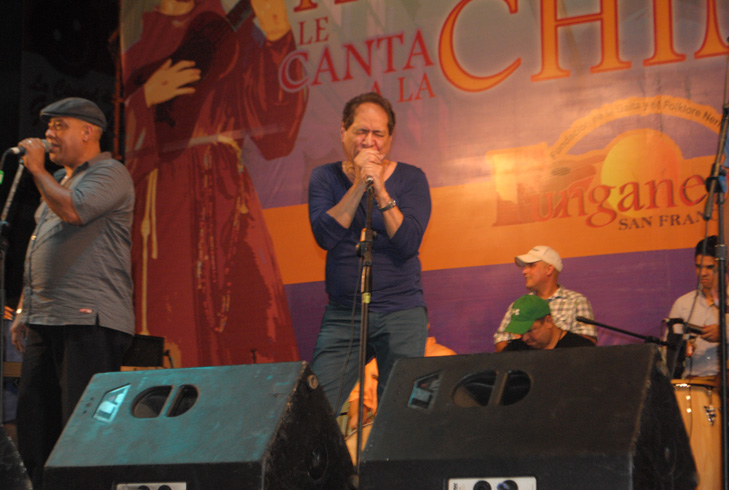
El cantautor Ricardo Portillo en el Amanecer Gaitero de 2012.

Entre los precursores de este género musical destaca principalmente Ricardo Aguirre, conocido como El Monumental. Aguirre marca la historia de la Gaita en un antes y un después. Entre sus muchas colaboraciones destaca el que es considerado por muchos como el himno del género: La Grey Zuliana, además de varias canciones que marcaron un hito en la gaita zuliana como: Ronda Antañona, Tiempo Gaitero, Maracaibo Marginada, La Pica Pica, La Bullanguera, La Sandunguera, La Parrandera, La Vivarachera, La Gaita del 65, La Centralización, Decreto Papal, Dos Madres Antañonas, entre otras.
Otras figuras que han destacado en la interpretación de la gaita zuliana son Abdénago «Neguito» Borjas, voz líder de la agrupación gaitera Gran Coquivacoa agrupación que ha evolucionado incorporando nuevos instrumentos como trompetas, saxofón, trombón interpretados y arreglados por del conocido músico polinstrumentista Edwin Pulgar y otros que adornan la gaita y la han hecho más bailable y exportable, entre los temas impuestos por este intérprete destaca Sin Rencor, tema que trata del tema de la separación de parejas. Otro que destaca es la Gaita Onomatopéyica que carece de letra, aun cuando es cantada.
Capítulo aparte merece el cultor popular Astolfo Romero, cantante, compositor, director musical, actor, historiador gaitero, uno de los grandes defensores de la gaita tradicional. Estuvo en varios conjuntos gaiteros entre los que destacan: Gaiteros de Pillopo, Cardenales del Éxito, Maragaita, La Parranda Gaitera y Gran Coquivacoa; antes de fallecer dejó grabada una gaita a dueto con Betulio Medina llamada Ave Cantora, con el conjunto (“Los Chiquinquireños”), es una oración a la Virgen de Chiquinquirá, pieza compuesta originalmente para ser cantada por Betulio Medina, la cual dejó grabada en maqueta momentos antes de su fallecimiento. Sin embargo, la calidad tan perfecta de la grabación permitió luego la edición de una copia dejando su voz original para deleite de los coleccionistas y amantes de la gaita.
El principal argumento de la Gaita Zuliana sigue siendo la Vinculación Espiritual con la Virgen de Chiquinquirá, patrona del Zulia y de los Marabinos junto al Glorioso San Sebastián. Presenta también tópicos cotidianos como tema principal de sus letras y modismos. Entre ellos, la protesta, el reclamo ciudadano, las costumbres en sectores comunitarios, la idiosincrasia marabina. El amor no queda por fuera, siendo sus grandes exponentes desde el mismísimo Ricardo Aguirre, Enrrique gotera, Fernando Rincón, Chavín, Lenín Pulgar, Argenis Sánchez, entre otros, apalancados con grupos como el más romántico de todos Amor y Gaita de la mano de su guía y compositor Lenín Pulgar, El Grupo Rincón Morales con el Negro Rincón, El Gran Coquivacoa con Neguito Borjas. Se recuerdan algunas de ellas como: Y Tuve que amarte en Silencio, La dulce Esperanza mía, Nunca es tarde para amar, Eternamente tuyo, Sin Rencor, entre otras destacadas por su pluma y musa inspiradora.
De los más conocidos grupos en el ambiente Capitalino, el más famoso intérprete de ellos llevados de la mano nada más y nada menos que por Argimiro "MIRO" Mata (El Gran Bardo Capitalino y también conocido como El Maestro De la Gaita Caraqueña) cantante, compositor y  arreglista, destacan: Los Portentosos, Los Daniel Alvarado y Los Fulleros, Los Auténticos Fulleros, Caracuchos, Caragaiteando, Melody Gaita, Zumaque, Gaiteros de Rivelino, Gaiteros de cuchillo (del cual se destacó como cantante compositor y director musical) y Gaita light (grupo actual), entre sus canciones destacan: Con Caracuchos, Señor Cartero, Canto al Madero, Gaita de Otrora, Por Nuestra Felicidad (grabada también por el maestro Cheo Feliciano, uno de los pocos gaiteros que ha tenido el orgullo que sus obras (canciones) hayan sido vercionadas por un cantante de la talla de Cheo Feliciano) entre muchas otras canciones. También tuvo el orgullo de ganar el premio Mara de Oro.
Otras personalidades como (El Colosal) Ricardo Cepeda, voz profunda y sonora representante insigne de la Gaita Tradicional, Simón Sthormes M., Ricardo Portillo, Daniel Alvarado (El Negrito Fullero), Álvaro "Cuchillo" Durán, Danelo Badell, Oswaldo Álvarez Parra, Carlos Méndez (Mr. Afinación), Javier León, Argenis Carruyo, Óscar Gonzales, Enrique Gotera (El fabuloso), Ender Fuenmayor (El Parrandero Mayor), Gladys Vera (La sempiterna Reina de la Gaita), Jesús Terán (Chavín), Francisco Hidalgo, William Nava, Orlando Álvarez (La voz elegante de la gaita), Deyanira Bravo Enmanuels (La voz dulce de la gaita), Fernando Rincón, Pablito Grey, Germán Ávila (El Látigo de la Gaita), José Alejandro Lossada (El Internacional), Jaime Indriago (La voz de la Navidad),  Elvis Cano, Jerry Sánchez, Nelson Romero(El ayayero), Deyanira Enmanuels, Ingrid Alexandrescu, Yelitza Vilchez y Nelson Martínez, han sido importantes partícipes de la gaita con temas que se encuentran en la historia de este género musical venezolano.
Entre los Compositores de este género destacan el propio (El Monumental) Ricardo Aguirre González, Abdénago Neguito Borjas, Simón Udón García, Renato Aguirre, Jesús Reyes, José "Tan Tan" Baptista, Rafael Rincón González, Eurípides Romero,  Álvaro "Cuchillo" Durán, Jesús Terán Chavín, Jose "Bambaito" Guzman, Heberto Añez Duque, Ana Estael Duque de Añez, Lenín Pulgar, Víctor Hugo Márquez, Humberto (Mamaota)Rodríguez, Luis Ferrer (El poeta), Rixio Aguirre, Jairo Gil (El poeta de la Virgen), William Atencio, William Nava Soto, Wolfang Romero, Argenis Sánchez,L. Elvis Cano, Leandro "El Papi" Zuleta, Romoi Ulises Osalino (Shalo) García, Heriberto Molina, Ricardo Portillo, Luis Escaray, Hernán Marea su existencia, Argimiro "MIRO" Mata entre otros. En el proceso evolutivo de la gaita zuliana ha habido inclusiones importantes porque el género en los años de su inicio y en su existencia, no tenía asesores musicales que incorporaran directamente la gaita a la música académica, solo en casos aislados fueron incorporados a la gaita arreglistas académicos como Ulises Acosta, Alberto Villasmil y otros más que aportaron su conocimiento musical a la gaita y a partir de los años 1979 Edwin Pulgar conocido músico fue poco a poco instruyendo la Gaita, incorporándole introducciones e incluyéndole otros instrumentos para nutrirla más, acercándola a un campo armónico perfecto desde su sitio como ingeniero de sonido desde 1978 en Fonográfica del Zulia y hasta la fecha en Sonofuturo su propio Estudio de grabación. Aporte hecho para el enriquecimiento del género Gaita para que este fuera hoy lo que es

### Rincón Morales

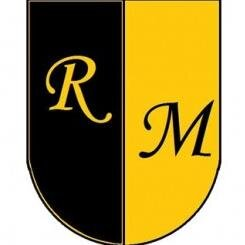
Logotipo de la Agrupación Gaitera Rincón Morales.

Fue la primera agrupación en ganar un concurso de gaitas televisado con la gaita El Tartamudo de Francisco Morales. También fueron los primeros en grabar un disco de larga duración, en usar uniforme, buscar internacionalizar el género y utilizar el Bajo eléctrico de manera permanente en sus grabaciones y presentaciones.
En las décadas de 1970 y 1980 las gaitas de Rincón Morales se caracterizaron por ser alusivas al los paisajes naturales y cultura de Venezuela, y los motivos amorosos.
Entre sus integrantes destacados se puede mencionar a: Hernán Rincón (Director en la década de 1960), Adafel Rincón, Néstor (El Negro) Rincón (Director desde los años setenta hasta 2009), Francísco (Pancho) Morales (Director Musical década de 1960), Ángel Parra «Parrita» (El inventor del repíque) Fernando Rincón, Humberto (Mamaota) Rodríguez, William Nava Soto (Director musical en los setenta y ochenta), Jesús Terán «Chavín», Luis Germán Briceño, ángel Sarabia, Lula López, José Cheo Fernández, Leandro «Papi» Zuleta, Mario (El Pájaro) Zuleta, Luis Cohen, Eduardo Aguirre, Valmore Albornoz, Ney Soto, Ender Paz, Pablo Grey, Enrique Gotera, Beatriz Alvarado, Jaime Indriago, Santiago Soto, Edgar Cohen, Manolo Ruiz, Rómulo Enrique Semprún, Benito Gotera, Carlos Celedon, Aberto Valencia, Jairo Sánchez «El Ovejo», Humberto Sánchez «El Ovejito», Elvis "Cuchillo" Cano en el piano, Claudio Baralt «El babillo» "mejor charrasquero de la gaita zuliana", Román Rincón «El Gato» Los hermanos Marcos, Alberto y Ernesto, Nestor Rincón (hijo) entre otros.[cita requerida]

## Conjuntos de Gaita
Entre las agrupaciones del género más populares, han existido y existen:* Alegres Gaiteros
- Alitasía
- Barrio Obrero de Cabimas
- Grupo Leyenda 2020
- Cardenales del Éxito
- Castigaita
- Catatumbo
- Control y Gaita
- Koquimba
- Elite Gaitera
- Entre Gaitas y Gaiteros
- Gaita Compakta
- Gaiteros de Pillopo
- Gaiteros de Birimba
- Gaiteros de Primera
- Gaiteros de CABA
- Entre gaitas y gaiteros
- Galenos
- Gran Coquivacoa

- Happy Gaita
- HV en Gaitas

### Grupos femeninos
- Las Cartujas (agrupación pionera)
- Las Sensacionales.